# Reprezentacja Japonii U-23 w piłce nożnej mężczyzn
Reprezentacja Japonii U-23 w piłce nożnej mężczyzn – męska piłkarska reprezentacja Japonii do lat 23. Największym sukcesem reprezentacji jest zdobycie złota w pucharze Azji w 2016 roku.

## Igrzyska Olimpijskie
Japońskiej drużynie (U-23) 7 razy udało się zakwalifikować do rozgrywek piłkarskich na IO. Do 1988 roku w igrzyskach brały udział seniorskie reprezentacje, więc statystyki sprzed tego roku nie są brane pod uwagę.
| Rok   | Runda                   | M                       | W                       | R                       | P                       | GZ                      | GS                      |
| ----- | ----------------------- | ----------------------- | ----------------------- | ----------------------- | ----------------------- | ----------------------- | ----------------------- |
| 1992  | nie zakwalifikowało się | nie zakwalifikowało się | nie zakwalifikowało się | nie zakwalifikowało się | nie zakwalifikowało się | nie zakwalifikowało się | nie zakwalifikowało się |
| 1996  | Faza grupowa            | 3                       | 2                       | 0                       | 1                       | 4                       | 4                       |
| 2000  | Ćwierćfinał             | 4                       | 2                       | 1                       | 1                       | 6                       | 5                       |
| 2004  | Faza grupowa            | 3                       | 1                       | 0                       | 2                       | 6                       | 7                       |
| 2008  | Faza grupowa            | 3                       | 0                       | 0                       | 3                       | 1                       | 4                       |
| 2012  | IV miejsce              | 6                       | 3                       | 1                       | 2                       | 6                       | 5                       |
| 2016  | Faza grupowa            | 3                       | 1                       | 1                       | 1                       | 7                       | 7                       |
| 2020  | IV miejsce              | 6                       | 3                       | 1                       | 2                       | 8                       | 5                       |
| 2024  | Awans                   | Awans                   | Awans                   | Awans                   | Awans                   | Awans                   | Awans                   |
| 2028  | Do ustalenia            | eliminacje              | eliminacje              | eliminacje              | eliminacje              | eliminacje              | eliminacje              |
| 2032  | Do ustalenia            | eliminacje              | eliminacje              | eliminacje              | eliminacje              | eliminacje              | eliminacje              |
| Razem | 8/9                     | 28                      | 12                      | 4                       | 12                      | 38                      | 37                      |

## Puchar Azji U-23
Japońskiej drużynie 6 razy udało się zakwalifikować do mistrzostw kontynentalnych.
| Rok   | Runda        | M           | W           | R           | P           | GZ          | GS          |
| ----- | ------------ | ----------- | ----------- | ----------- | ----------- | ----------- | ----------- |
| 2013  | Ćwierćfinał  | 4           | 1           | 2           | 1           | 8           | 5           |
| 2016  | I miejsce    | 6           | 6           | 0           | 0           | 15          | 4           |
| 2018  | Ćwierćfinał  | 4           | 3           | 0           | 1           | 5           | 5           |
| 2020  | Faza grupowa | 3           | 0           | 1           | 2           | 3           | 5           |
| 2022  | III miejsce  | 6           | 4           | 1           | 1           | 11          | 3           |
| 2024  | Awans        | eliminacje  | eliminacje  | eliminacje  | eliminacje  | eliminacje  | eliminacje  |
| 2026  | do usalenia  | do usalenia | do usalenia | do usalenia | do usalenia | do usalenia | do usalenia |
| Razem | 6/6          | 24          | 13          | 6           | 5           | 34          | 18          |

## Aktualny skład
Aktualny skład drużyny można przeglądać na stronie transfermarkt.pl.